# Brittany Farms-The Highlands
Brittany Farms-The Highlands è un census-designated place (CDP) degli Stati Uniti d'America, situato nello stato della Pennsylvania, nella contea di Bucks.